# 阮春强
阮春强（1959年10月14日—），越南政治人物，河内市丹凤县人，曾任第十二届越共中央委員、越南农业与农村发展部部长。

## 生平
阮春强生于今河内市丹凤县，早年在大学主修农学，毕业后回到家乡丹凤县，先后担任丹凤县农业局长、河西省农技推广中心主任、河西省农业与农村发展厅副厅长、越共美德县委书记、河西省人民委员会副主席等职务。
2006年6月，阮春强接替已赴谅山省任职的武辉煌出任河西省人民委员会主席，2008年，河西省并入河内市后，他调任越南自然资源与环境部副部长。2010年5月13日，出任越共北𣴓省委书记。
2013年，阮春强调回中央，出任越共中央中央经济部副部长，2015年12月，转任越南农业与农村发展部副部长。2016年1月，当选为越南共產黨第十二屆中央委員會委員，同年4月，新任总理阮春福提名了数十名官员担任各部会首长，其中高德发被提名继续担任越南农业与农村发展部部长，但国会并没有通过，而是任命阮春强担任越南农业与农村发展部部长。2021年4月，不再担任越南农业与农村发展部部长，其职务由该部副部长黎明欢接任。